# 歐洲與地中海地震中心
歐洲與地中海地震中心於1975年依據歐洲地震委員會（ESC）之提議而成立。

## 概要
由於歐洲及地中海這一地帶有引發破壞性地震之虞。故基於維護此範圍內之居民免於遭受震災以及評估災難性地震發生之風險，歐洲之地震學機構有對該地區所發生之地震活動實施迅速測定震度的必要性，歐洲與地中海地震中心便應運而生。
1976年1月1日，歐洲與地中海地震中心正式開始營運，地點位於史特拉斯堡地球物理研究所（IPGS）。歐洲與地中海地震中心是國際組織與非政府組織，總共有55個成員國。該中心之目標在於促進地震學之研究，並於歐洲與地中海一帶設置地震警報系統，包含在地震發生後測定震央以及在地震發生後的一小時內發布地震消息。
1993年歐洲與地中海地震中心總部遷移至法國埃松。